# ترور جانی ورساچه: داستان جنایی آمریکایی
ترور جانی ورساچه: داستان جنایی آمریکایی (انگلیسی: The Assassination of Gianni Versace: American Crime Story) فصل دوم از آنتولوژی جنایت‌های واقعی مجموعه تلویزیونی داستان جنایی آمریکایی است. پخش این فصل از ۱۷ ژانویه ۲۰۱۸ آغاز شد و شامل ۹ قسمت است. این فصل به قتل طراح مشهور جانی ورساچه به دست قاتل سریالی اندرو کونانان می‌پردازد و براساس کتابی از مورین اورث به نام توجه‌های عامیانه: اندرو کونانان، جانی ورساچه و بزرگ‌ترین شکست در تعقیب جنایت‌کاران در تاریخ آمریکا ساخته شده است.
این مجموعه در هفتاد و ششمین مراسم گلدن گلوب برنده جایزه گلدن گلوب بهترین مجموعه تلویزیونی کوتاه یا فیلم تلویزیونی شد. دارن کریس (بازیگر نقش کونانان) نیز برنده جایزه گلدن گلوب بهترین بازیگر مرد برای سریال کوتاه یا فیلم تلویزیونی جایزه گلدن گلوب بهترین بازیگر مرد مجموعه تلویزیونی کوتاه شد.

## داستان

### اپیزد ۱
در صبح روز ۱۵ جولای ۱۹۹۷، طراح مد جیانی ورساچه در خارج از عمارت خود در ساحل میامی توسط اندرو کونانان مورد اصابت دو گلوله قرار گرفت و کشته شد . هفت سال قبل از آن در سال ۱۹۹۰، کونانان، ورساچه را در یک کلوپ شبانه همجنس‌ گرایان در سانفرانسیسکو ملاقات می‌کند و به هم اتاقی‌هایش درباره برخورد روز بعد می‌گوید، البته بیشتر جزئیات یا تزئین شده یا ساختگی. کونانان بعداً در اجرای کاپریچیو به عنوان مهمان ورساچه شرکت می‌کند و پس از اجرا داستان‌های اصلی را با او رد و بدل می‌کند. در حال حاضر، کونانان از صحنه فرار می کند و از یکی از همکاران ورساچه طفره می رود. در همین حال، ورساچه به سرعت به بیمارستان منتقل می شود و مرگ او اعلام می شود. همانطور که پلیس با مقامات فدرال همکاری می کندخواهر ورساچه، دوناتلا و برادرش سانتو آینده امپراتوری تجاری برادرشان را برنامه ریزی می کنند در حالی که کونانان روزنامه هایی را می خرد که قتل ورساچه را با بیانی پشیمانانه پوشش می دهد.